# تشاه مورة (بابويي)
تشاه مورة (بالفارسية: چال موره) هي قرية تقع في إيران في قسم بابويي الريفي. يقدر عدد سكانها بـ 352 نسمة بحسب إحصاء 2016.